# A36 (Frankrijk)
De Autoroute A36 (kortweg A36), ook wel La Comtoise genoemd, is een Franse autosnelweg in het oosten van Frankrijk van Beaune via Besançon naar de Frans-Duitse grens bij Mulhouse. De trajecten Montbéliard - Belfort en Burnhaupt - Duitse grens zijn tolvrij. Voor het gebruik van de overige gedeelten is tol verschuldigd. De weg maakt deel uit van de Route Centre-Europe Atlantique, een oost-westverbinding doorheen centraal Frankrijk.
Bij Beaune sluit de A36 aan op de A31 richting Dijon en de A6 richting Parijs en Lyon.
In het stadsgebied van Mulhouse en tussen Montbéliard en Belfort is de A36 uitgevoerd als zesstrooksweg. Tussen Montbéliard en Belfort kent de A36 de hoogste verkeersintensiteit.